# Coppa del Mondo di individuale
La Coppa del Mondo di individuale è una delle Coppe di specialità che vengono assegnate nell'ambito della Coppa del Mondo di biathlon, a partire dalla stagione 1997, dall'International Biathlon Union.
La classifica viene stilata tenendo conto solo dei risultati delle gare di individuale disputate nel circuito; alla fine della stagione lo sciatore e la sciatrice con il punteggio complessivo più alto vincono la Coppa del Mondo di specialità. Il trofeo consegnato al vincitore è una sfera di cristallo, che rappresenta il mondo, su un piedistallo. Ha la stessa forma, ma con dimensioni più piccole, del trofeo spettante ai vincitori della Coppa del Mondo di biathlon. Il detentore in campo maschile è il norvegese Johannes Thingnes Bø, mentre in campo femminile è l'italiana Lisa Vittozzi.

## Albo d'oro
| Stagione | Uomini                               | Uomini           | Donne                               | Donne          |
| Stagione | Vincitore                            | Nazionalità      | Vincitrice                          | Nazionalità    |
| -------- | ------------------------------------ | ---------------- | ----------------------------------- | -------------- |
| 1997     | Ricco Groß                           | Germania         | Uschi Disl                          | Germania       |
| 1998     | Halvard Hanevold                     | Norvegia         | Magdalena Forsberg                  | Svezia         |
| 1999     | Pavel Rostovcev                      | Russia           | Uschi Disl                          | Germania       |
| 2000     | Frank Luck                           | Germania         | Magdalena Forsberg                  | Svezia         |
| 2001     | Sergej Rožkov                        | Russia           | Magdalena Forsberg                  | Svezia         |
| 2002     | Frank Luck                           | Germania         | Magdalena Forsberg                  | Svezia         |
| 2003     | Halvard Hanevold                     | Norvegia         | Linda Grubben                       | Norvegia       |
| 2004     | Raphaël Poirée                       | Francia          | Ol'ga Medvedceva                    | Russia         |
| 2005     | Michael Greis                        | Germania         | Ol'ga Medvedceva                    | Russia         |
| 2006     | Michael Greis                        | Germania         | Svetlana Išmuratova                 | Russia         |
| 2007     | Raphaël Poirée                       | Francia          | Andrea Henkel                       | Germania       |
| 2008     | Vincent Defrasne                     | Francia          | Martina Beck                        | Germania       |
| 2009     | Michael Greis                        | Germania         | Magdalena Neuner                    | Germania       |
| 2010     | Christoph Sumann                     | Austria          | Anna Carin Olofsson                 | Svezia         |
| 2011     | Emil Hegle Svendsen                  | Norvegia         | Helena Ekholm                       | Svezia         |
| 2012     | Simon Fourcade                       | Francia          | Helena Ekholm                       | Svezia         |
| 2013     | Martin Fourcade                      | Francia          | Tora Berger                         | Norvegia       |
| 2014     | Emil Hegle Svendsen                  | Norvegia         | Gabriela Soukalová                  | Rep. Ceca      |
| 2015     | Serhij Semenov                       | Ucraina          | Kaisa Mäkäräinen                    | Finlandia      |
| 2016     | Martin Fourcade                      | Francia          | Dorothea Wierer                     | Italia         |
| 2017     | Martin Fourcade                      | Francia          | Laura Dahlmeier                     | Germania       |
| 2018     | Johannes Thingnes Bø Martin Fourcade | Norvegia Francia | Nadzeja Skardzina                   | Bielorussia    |
| 2019     | Johannes Thingnes Bø                 | Norvegia         | Lisa Vittozzi                       | Italia         |
| 2020     | Martin Fourcade                      | Francia          | Hanna Öberg                         | Svezia         |
| 2021     | Sturla Holm Lægreid                  | Norvegia         | Lisa Theresa Hauser Dorothea Wierer | Austria Italia |
| 2022     | Tarjei Bø                            | Norvegia         | Markéta Davidová                    | Rep. Ceca      |
| 2023     | Vetle Sjåstad Christiansen           | Norvegia         | Lisa Vittozzi                       | Italia         |
| 2024     | Johannes Thingnes Bø                 | Norvegia         | Lisa Vittozzi                       | Italia         |
| 2025     | Sturla Holm Lægreid                  | Norvegia         | Lou Jeanmonnot                      | Francia        |

### Sciatori più vittoriosi
| Coppe | Vincitore            | Nazione  |
| ----- | -------------------- | -------- |
| 5     | Martin Fourcade      | Francia  |
| 4     | Michael Greis        | Germania |
| 3     | Johannes Thingnes Bø | Norvegia |
| 2     | Halvard Hanevold     | Norvegia |
| 2     | Frank Luck           | Germania |
| 2     | Raphaël Poirée       | Francia  |
| 2     | Emil Hegle Svendsen  | Norvegia |
| 2     | Sturla Holm Lægreid  | Norvegia |

### Sciatrici più vittoriose
| Coppe | Vincitrice         | Nazione  |
| ----- | ------------------ | -------- |
| 4     | Magdalena Forsberg | Svezia   |
| 3     | Lisa Vittozzi      | Italia   |
| 2     | Uschi Disl         | Germania |
| 2     | Helena Ekholm      | Svezia   |
| 2     | Ol'ga Medvedceva   | Russia   |
| 2     | Dorothea Wierer    | Italia   |